# Památník holokaustu (Vídeň)

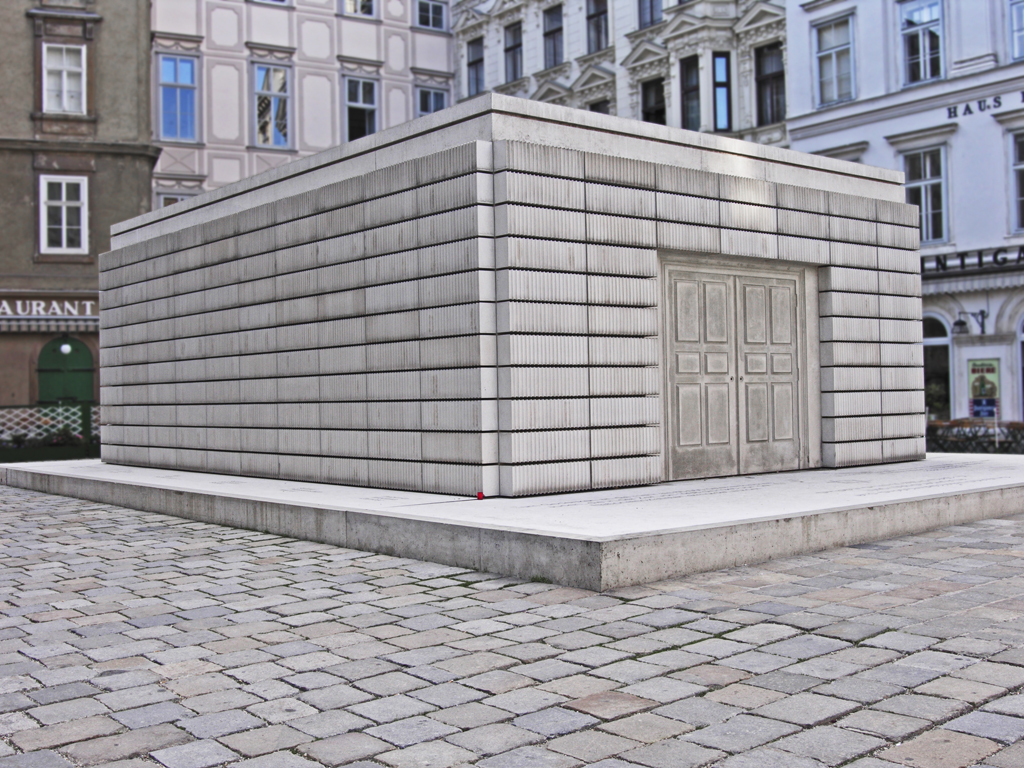
Památník holokaustu, Judenplatz, Vídeň

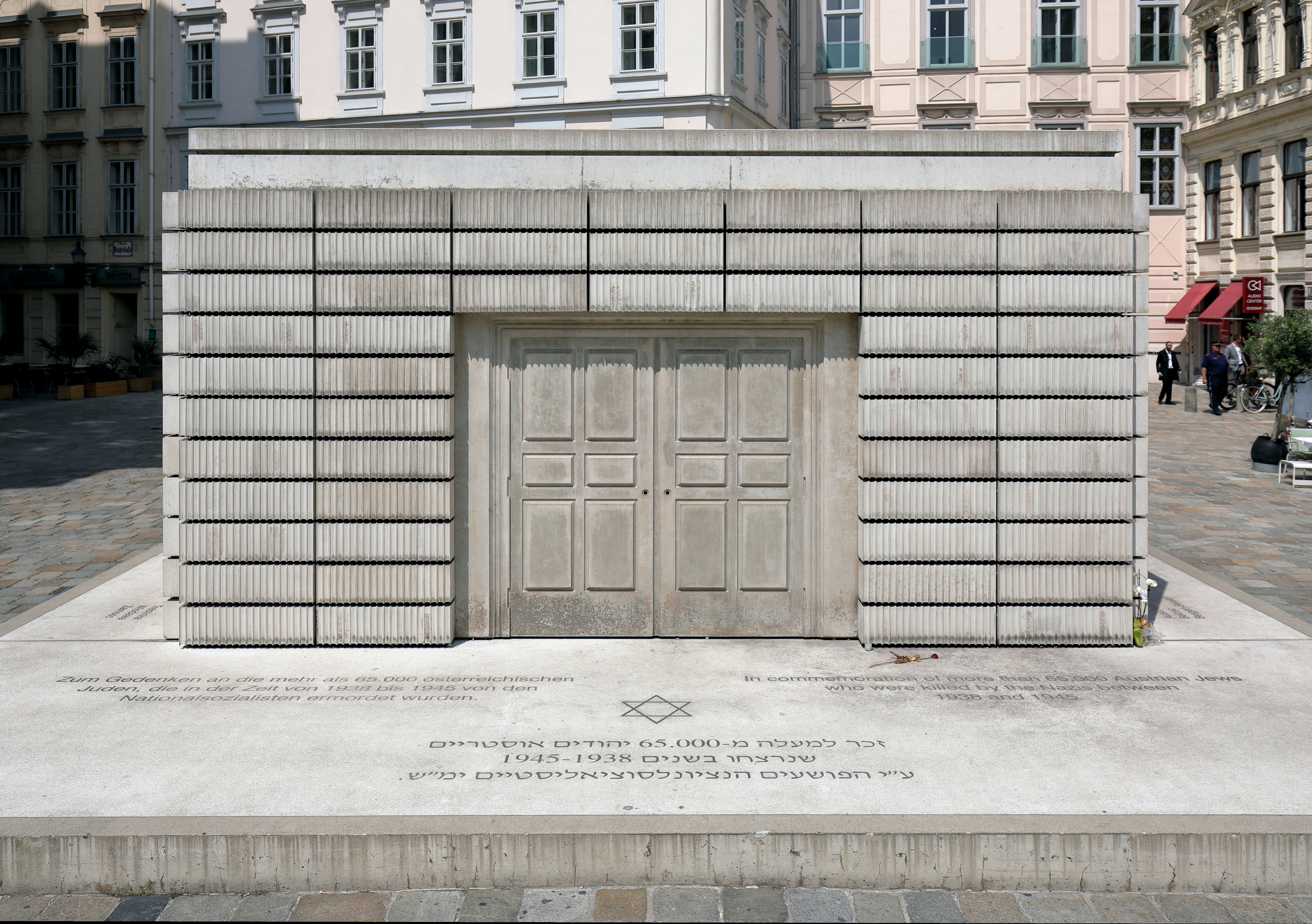
Průčelí památníku holokaustu

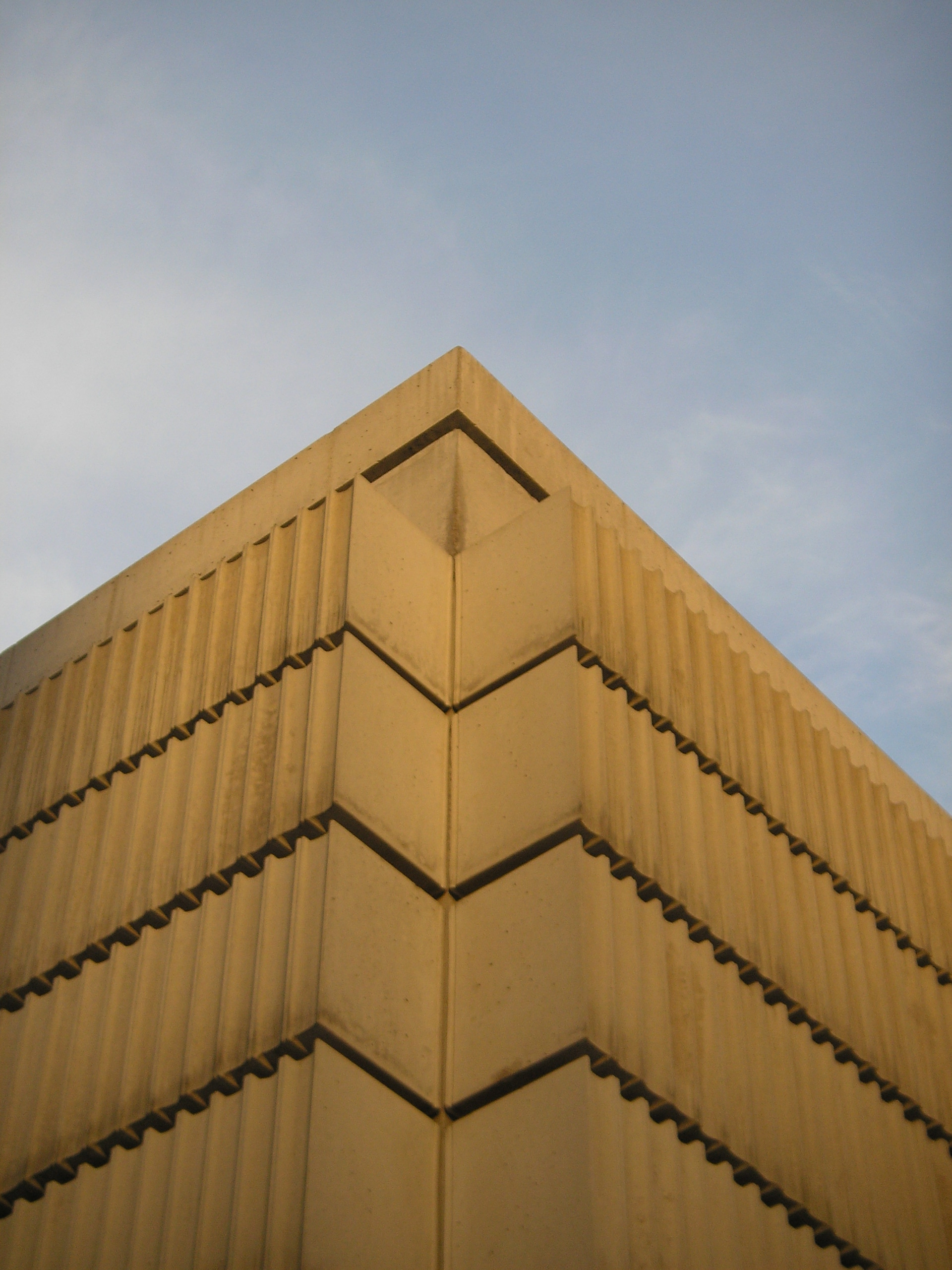
Detailní rohový pohled na „knihy“

Památník holokaustu ve Vídni (plným německým názvem Mahnmal für die 65.000 ermordeten österreichischen Juden und Jüdinnen der Shoah, tedy Památník 65 000 zavražděných rakouských Židů během šoa) známý též jako Bezejmenná knihovna, stojí na náměstí Judenplatz (Židovské náměstí) ve vídeňském městském okrese Innenstadt. Je ústředním památníkem rakouských obětí holokaustu a navrhla jej britská umělkyně Rachel Whitereadová. Památník byl odhalen v roce 2000.

## Vznik
Památník vznikl z iniciativy Simona Wiesenthala. Wiesenthal se stal mluvčím veřejných protestů proti Památníku proti válce a fašismu (Mahnmal gegen Krieg und Faschismus) na Albertinaplatz, vytvořeného Alfredem Hrdlickou v roce 1988, který podle protestujících vykresloval židovské oběti nedůstojným způsobem (socha klečícího Žida drhnoucího ulici, na kterou lidé dokonce sedali, než na ni autor doplnil ostnatý drát). V souvislosti s tím vytvořil Wiesenthal komisi pro pomník věnovaný jmenovitě židovským obětem nacismu v Rakousku. Pomník postavilo město Vídeň za starosty Michaela Häupla podle návrhu Rachel Whitereadové, který jednomyslně vybrala mezinárodní porota pod vedením architekta Hanse Holleina. Členy poroty byli Michael Haupl, Ursula Pasterk, Hannes Swoboda, Amnon Barzel, Phyllis Lambert, Sylvie Liska, Harald Szeemann, George Weidenfeld, Simon Wiesenthal a Robert Storr. Soutěže se účastnili jednotlivci i týmy umělců a architektů z Rakouska, Izraele, Velké Británie a Spojených států: Valie Export ve spolupráci s Karlem Prantlem a Peterem Waldbauerem; Zbyněk Sekal; Heimo Zobernig s Michaelem Hofstatterem a Wolfgangem Pauzenbergerem; Michael Clegg s Martinem Guttmanem; Ilja Kabakov; Rachel Whiteread; a Peter Eisenman  Návrhy musely vzít v úvahu konstrukční omezení místa na Judenplatz a zahrnovat texty včetně pamětního nápisu a seznamu všech koncentračních táborů, ve kterých byli zabiti rakouští Židé.
Dokončení bylo původně plánováno na 9. listopadu 1996, na 58. výročí Křišťálové noci. Kvůli politickým a estetickým kontroverzím, ale zejména kvůli archeologický vykopávkám pod místem, však byl pomník dokončen až o čtyři roky později. Celkové náklady, které zaplatilo město Vídeň, byly 160 milionů šilinků, z toho 8 milionů návrh Rachel Whitereadové, 15 milionů za projekt, 23 milionů na zahájení stavebních prací, 40 milionů za strukturální opatření pro Misrachi-Haus a 74 milionů milionů za archeologickou expozici. Památník byl odhalen 25. října 2000, den před rakouským státním svátkem. Přítomni byli prezident Rakouska Thomas Klestil, starosta Vídně Michael Häupl, prezident Israelitische Kultusgemeinde Wien Ariel Muzicant, Simon Wiesenthal, Rachel Whiteread a další hodnostáři a hosté.
Památník vznikl pět let před Památníkem zavražděných evropských Židů v Berlíně.

## Konstrukce
Konstrukce památníku je z oceli a betonu, se základnou o rozměrech 10 x 7 metrů a výšce 3,8 metru. Vnější plochy památníku tvoří z betonu odlité police s knihami obrácené hřbety dovnitř. Hřbety knih nejsou vidět, proto zůstávají názvy svazků neznámými, stejně jako obsah knih. Zdá se, že police památníku obsahují nekonečné kopie stejného vydání, představují tak na jedné straně obrovské množství obětí, ale zároveň koncept Židů jako „Lidu Knihy“. Dvoukřídlé dveře  jsou bez klik. Naznačují možnost vstoupit nebo vyjít, ale neotevřou se.
Památník představuje knihovnu, jejíž knihy jsou sice vystaveny zvenku, ale přesto je nelze přečíst. Památník lze chápat ve smyslu judaismu jako náboženství „knihy“; zároveň však může být vyjádřením kulturního prostoru paměti a ztrát způsobených genocidou evropských Židů. Zdůrazněním prázdnoty a negativního odlitku spíše než pozitivní formy a materiálu působí jako „kontrapomník“ , a to v protikladu ke grandiózním a triumfálním pomníkům budovaným v minulosti.
Jako umělecké dílo nebyl památník zamýšlen jako krásný, čímž kontrastuje s velkou částí barokního umění a architektury ve Vídni. Jeden z členů poroty designu zmínil podobnost s bunkrem, přičemž sama umělkyně později připustila, že vojenská opevnění Atlantického valu byla pro ni zdrojem inspirace. V pomníku je přítomný určitý aspekt nepohodlí, který má v divákovi vyvolat zamyšlení prostřednictvím kruté přítomnosti památníku. Má to evokovat tragédii a brutalitu holocaustu a slovy Simona Wiesenthala, která pronesl při odhalení: „Tento pomník by neměl být krásný, musí působit bolest.“
Na přání umělkyně nebyl památník opatřen antigraffiti nátěrem, což sama zdůvodnila slovy: "If someone sprays a swastika on it we can try to scrub it off, but a few daubed swastikas would really make people think about what's happening in their society."  (Kdyby na to někdo nastříkal hákový kříž, můžeme to zkusit vydrhnout, ale pár namazaných hákových křížů by lidi opravdu přimělo přemýšlet o tom, co se děje v jejich společnosti)

## Nápisy

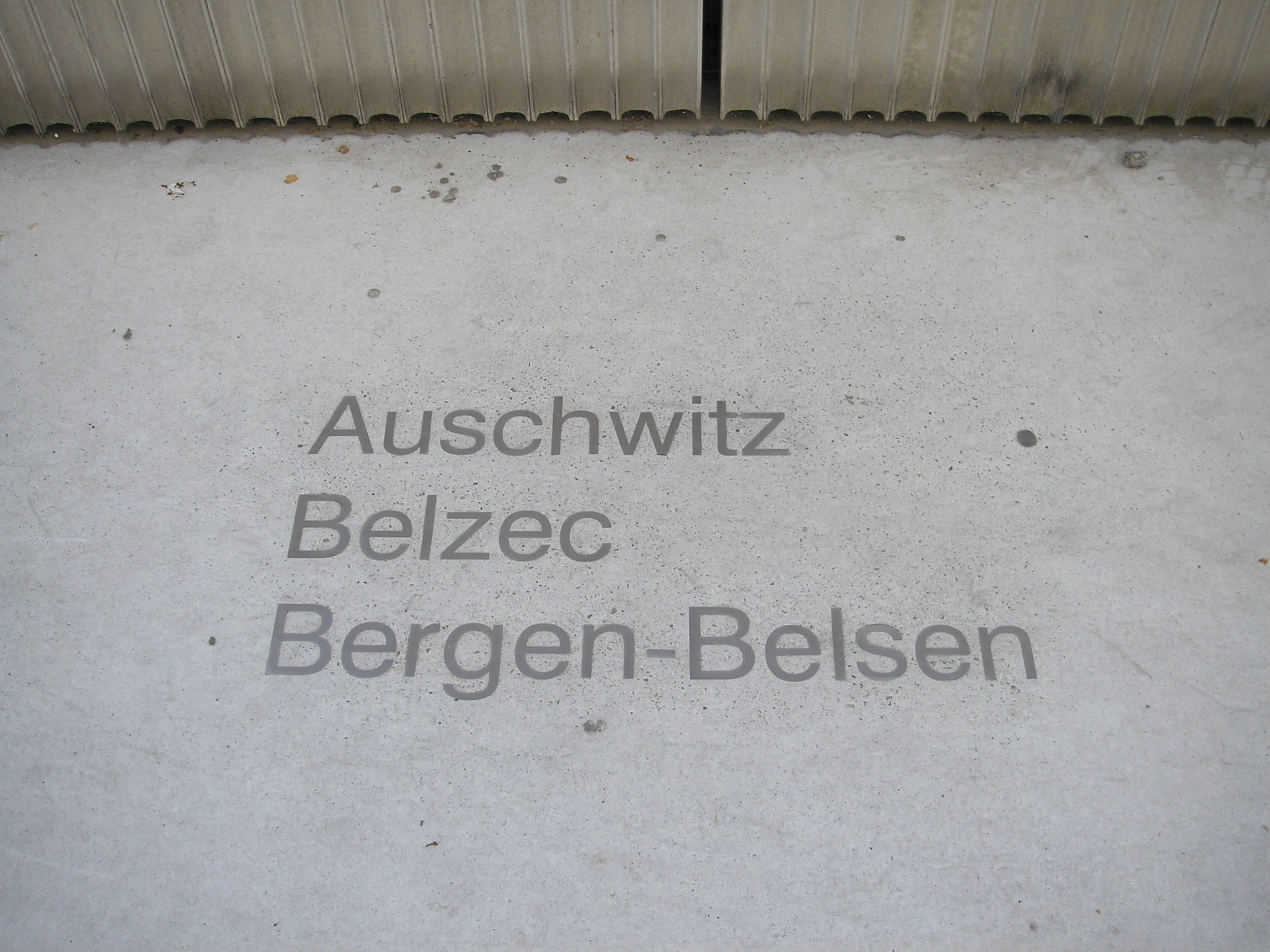
Jeden z nápisů na soklu památníku s názvy koncentračních táborů, ve kterých byly zabity oběti holokaustu

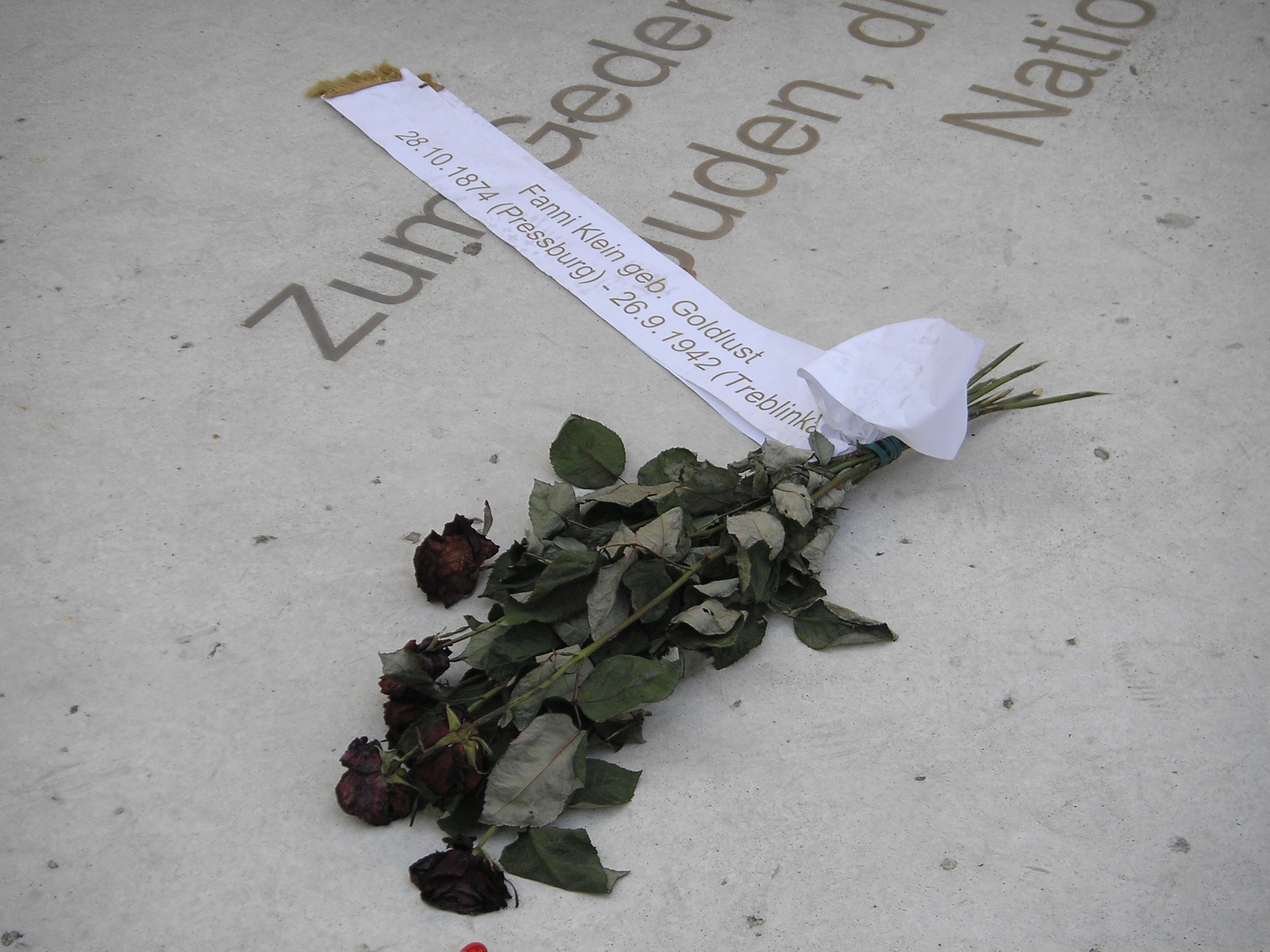
Růže pro Fanni Kleinovou, jednu z rakouských obětí holokaustu

Na samotných odlitých knihách žádné texty nejsou. Dva soubory textů jsou však vyryty do podstavce památníku. 
Na betonové podlaze před zamčenými dvoukřídlými dveřmi je vyryt text v němčině, hebrejštině a angličtině, který poukazuje na zločin holocaustu a odhadovaný počet rakouských obětí:
- Zum Gedenken an die mehr als 65 000 österreichischen Juden, die in der Zeit von 1938 bis 1945 von den Nationalsozialisten ermordet wurden.
- זכר למעלה מ-65.000 יהודים אוסטריים שנרצחו בשנים 1945-1938 ע"י הפושעים הנציונלסוציאליסטיים ימ"ש.
- In commemoration of more than 65,000 Austrian Jews who were killed by the Nazis between 1938 and 1945
- (český překlad: Na památku více než 65 000 rakouských Židů, které v letech 1938–1945 zavraždili nacionálně socialističtí zločinci.)

Uprostřed je umístěna Davidova hvězda.
Na soklu po obou bočních a na zadní straně památníku jsou vyryta jména míst, kde byli za nacistické nadvlády rakouští Židé zavražděni: Osvětim, Bełżec, Bergen-Belsen, Brčko, Buchenwald, Chełmno, Dachau, Flossenbürg, Groß-Rosen, Gurs, Hartheim, Izbica, Jasenovac, Jungfernhof, Kaiserwald, Kielce, Kowno, Łagów, Litzmannstadt, Lublin, Majdanek, Maly Trostinec, Mauthausen, Minsk, Mittelbau/Dora, Opolí, Oplibore, Repatenme, Neuckiborzyce, Koncentrační tábor Ravensbrück, Natzüwewler, Riga, Šabac, Sachsenhausen, Salaspils, San Sabba, Sobibor, Stutthof, Theresienstadt, Trawniki, Treblinka, Włodawa a Zamość.

## Judenplatz

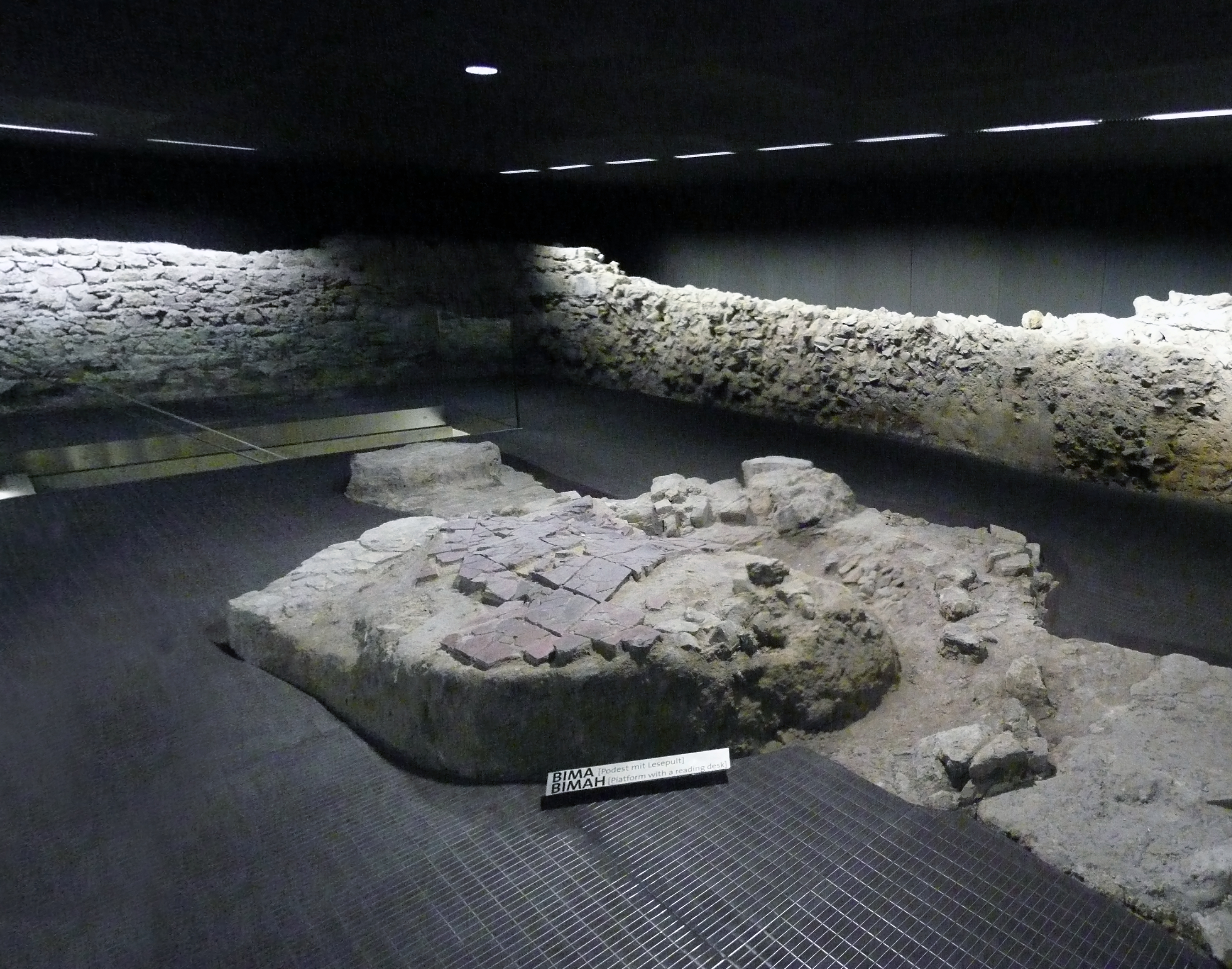
Zbytky středověké synagogy, které byly odkryty při stavbě památníku a později se staly jeho součástí

Památník holocaustu je důmyslně propojen s historií, institucemi a dalšími uměleckými díly na náměstí. Je svázán s konkrétním místem, jeho vyznění by bylo úplně jiné, kdyby byl naplánován a postaven na jiném místě. 
Judenplatz a památník jsou evropským unikátem. Náměstí spojuje vykopávky středověké synagogy v podzemí s moderním památníkem nad zemí. Jde o synagogu, která byla vypálena při vídeňské gezeře roku 1420. V přízemí sousedního domu Misrachi zřídil Dokumentationsarchiv des österreichischen Widerstandes ve spolupráci s Israelitische Kultusgemeinde Wien informační prostor. Jsou zde prezentována jména a data 65 000 zavražděných rakouských Židů a okolnosti, které vedly k jejich pronásledování a vraždě. Muzeum na Judenplatz, které je v domě Misrachi, obsahuje stálou expozici o historii Judenplatz a přímo pod památníkem lze navštívit základy zničené synagogy Or-Sarua. (viz také: Historie Židů v Rakousku).
Během své návštěvy v srpnu 2007 papež Benedikt XVI. uctil památku obětí holokaustu v doprovodu vrchního rabína Paula Chaima Eisenberga a dalších hodnostářů.